# Centre-du-Québec
Centre-du-Québec è una regione amministrativa della provincia del Québec situata sulla riva sud del fiume San Lorenzo. Ha una superficie di 6.921 km², e nel 2006 possedeva una popolazione di 228.099 abitanti.

## Suddivisioni
La regione si compone di 5 municipalità regionali di contea.
Municipalità Regionali di Contea
- Arthabaska, con capoluogo la città di Victoriaville
- Bécancour, con capoluogo la città di Bécancour
- Drummond, con capoluogo la città di Drummondville
- L'Érable, con capoluogo la città di Plessisville
- Nicolet-Yamaska, con capoluogo la città di Nicolet

Riserve indiane autoctone al di fuori delle MRC
- Riserva Indiana d'Odanak